# Ибрахим-паша Дамад од Невшехира
Ибрахим-паша Дамад (1666 - 16. октобар 1730) је био велики везир Османског царства од 1718. до 1730. године. Један је од везира који се најдуже одржао на том положају. 

## Биографија
Био је син Али Аге. На везирском престолу налазио се током тзв. "Периода лала". На султанском престолу налазио се Ахмед III. Дамад је на власт дошао усред рата Османског царства са Аустријом и Млетачком републиком. Рат је завршен Пожаревачким миром (1718). Уследио је период мира који траје до побуне Патрона Халила 1730. године. Стабилност османских функција приметна је и у функцијама шејх ул-ислама, контролора финансија и капудан паша. Ибрахим-паша Дамад може се сматрати једним од највећих османских везира. Приметио је заосталост Османског царства у односу на западноевропске државе. Султан и везир су схватили да је у Западној Европи дошло до промена које Османлије нису ни приметиле. Османско царство више није била доминантна сила у Европи. Током Дамадовог везировања долази до интересовања двора за западноевропску културу. Дамад је желео да продре у разлоге брзог успона тих држава. Посебно је ценио културу и обичаје Француске. Султан Ахмед позива на двор стране уметнике и организује скупе забаве. Ибрахим-паша Дамад шаље извиднике у бројне европске престонице. Ибрахим је био ожењен Ахмедовом ћерком Фатмом. Тако је и стекао надимак Дамат (зет). Ибрахим-паша Дамад свргнут је током побуне Патрона Халила. Велики везир је погубљен. 